# Сера, Жан Матьё
Жан-Матьё Иньяс Сера (фр. Jean-Mathieu Ignace Seras; 1765—1815) — французский военный деятель, дивизионный генерал (1805 год), граф (1809 год), участник революционных и наполеоновских войн. Имя генерала выгравировано на Триумфальной арке в Париже.

## Биография

### Происхождение и служба в составе легиона Аллоброгов
Родился в Сардинском королевство в семье сенатора из Турина Жана Антуана Сера (фр. Jean Antoine Seras) и его супруги Франсуазы Россе (фр. Françoise Rosset). Поступил кадетом в Королевский Пьемонтский полк, затем перевёлся в первую роту телохранителей короля Сардинии, и, наконец, лейтенантом в Тортонском провинциальном полку.

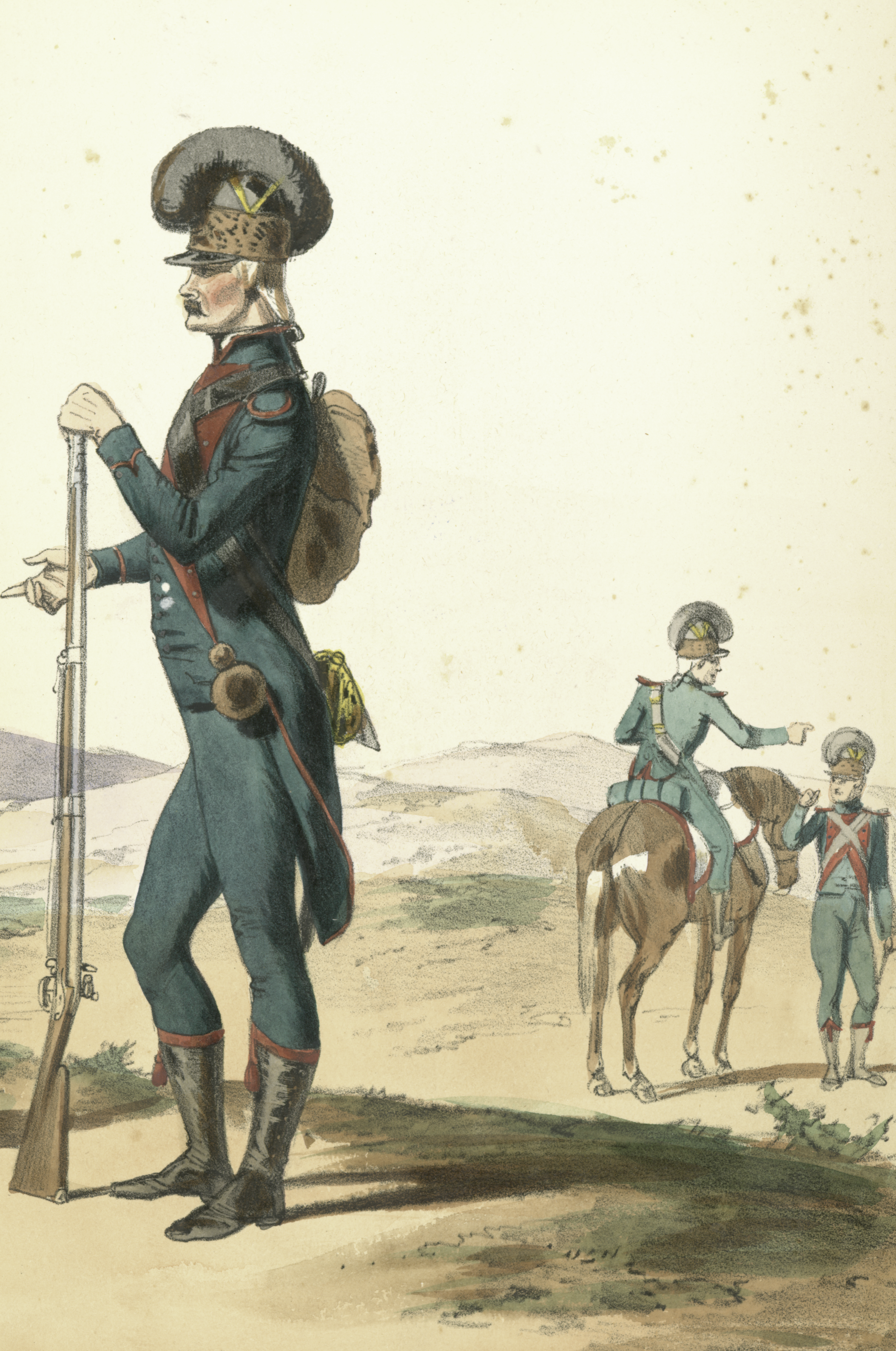
Униформа легиона

8 августа 1791 года дезертировал с Сардинской службы и вступил на французскую в звании младшего лейтенанта. 12 октября 1791 года стал старшим аджюданом. 13 августа 1792 года произведён в капитаны карабинеров легиона Аллоброгов, созданного в Гренобле из жителей Савойи и Дофине. Легион Аллоброгов входил в состав Южной армии, а затем Альпийской армии. Сера был ранен в бою на перевале Малый Сен-Бернар. Под командованием генерала Монтескью-Фезенсака оккупировавл Савойю в сентябре 1792 года. Затем боролся с восстанием роялистов и федералистов в Оранже, Пон-Сент-Эспри, Авиньоне и Марселя.
4 февраля 1793 года женился в Гренобле на Мари Луизе Герен (фр. Marie Louise Guerin; 1775—1844), от которой имел 9 детей.
22 сентября 1793 года произведён генералом Дюгомье в командиры батальона, и возглавил 1-й батальон легиона. Участвовал в осаде Тулона и получил четыре пулевые раны при захвате редута, известного как «Маленький Гибралтар» 16 декабря 1793 года. В январе 1794 года определён в Армию Восточных Пиренеев под начало Ожеро, и 6 мая 1794 года был ранен в пятку при захвате литейного завода в Сан-Льоренс-де-ла-Муга. 11 июня 1794 года ранен в левое плечо при Риполе, а в конце 1795 года был отправлен в Италию.

### Кампании в Италии с 1795 по 1801 годы
5 ноября 1795 года его батальон влился в состав 4-й бис-полубригады лёгкой пехоты. 16 апреля 1796 года, находясь под началом Ожеро, был ранен в ногу при атаке на Чеву. 7 октября 1796 года, в ходе «второй амальгамы», его батальон влился в состав 27-й полубригады лёгкой пехоты. Участвовал в Итальянской кампании Бонапарта.
21 декабря 1798 года произведён генералом Жубером в полковники штаба. 20 июня 1799 года был начальником штаба дивизии генерала Груши в сражении при Сан-Джулиано, и 31 августа 1799 года произведён генералом Шампионне в бригадные генералы. В ноябре служил в дивизии Лемуана. В марте 1800 года возглавил 2-ю бригаду (10-я и 34-я линейные полубригады) в дивизии Клозеля. 7 апреля 1800 года Сера был осаждён в Мелоньо. Он энергично отразил все атаки, направленные против него многочисленным отрядом венгерских гренадеров. Почти окружённый этим австрийским резервом и получивший приказ сложить оружие, он лишь ответил на этот призыв, снова атаковав врага и вынудив его отступить. С 18 апреля захватил редуты Муриальто штыком и взял 150 пленных. 19 апреля 1800 года он напал на Монте-Сан-Джакомо. В ходе боя он заметил мужественное поведение молодого гусара Марбо, которого произвёл в вахмистры на поле боя. 1 декабря 1800 года переведён в резерв главного штаба Итальянской армии.

### Служба с 1801 по 1805 годы
1 июля 1801 года вернулся во Францию, и оставался без служебного назначения. 5 декабря 1801 года зачислен в 7-й военный округ, а 31 октября 1802 года присоединился к Гельветической армии Нея. 29 августа 1803 года возглавил бригаду в 3-й пехотной дивизии в военном лагере Брюгге Армии Берегов Океана.

### Во главе дивизий
1 февраля 1805 года получил звание дивизионного генерала, и 31 мая возглавил 10-й военный округ в Тулузе. 8 сентября 1805 года стал командиром 5-й пехотной дивизии в Итальянской армии маршала Массена. 29 октября переправился через Адидже у Понте-Поло; 6 ноября оккупировал Бассано, 20 ноября – Триест. В феврале 1806 года во главе своей дивизии занял Истрию.

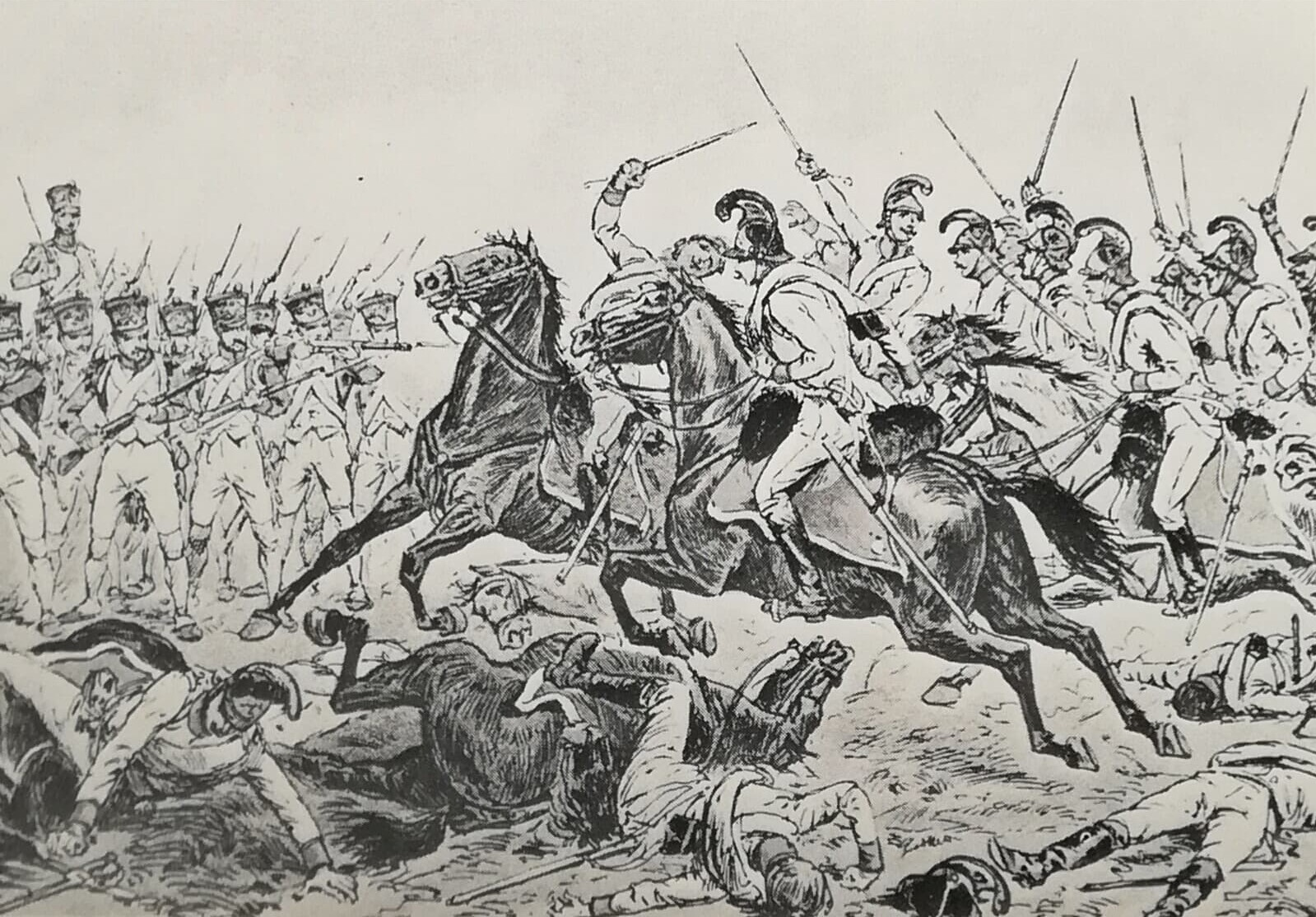
10-й линейный из дивизии Сера в сражении при Ваграме

16 июля 1806 года дивизия Сера была расформирована, а сам генерал сменил Буде во главе 1-й пехотной дивизии 2-го корпуса принца Богарне во Фриуле. В сентябре переведён с дивизией в Армию Неаполя, однако, уже 3 октября вернулся под начало Богарне. Принимал участие в Австрийской кампании 1809 года. 16 апреля сражался на правом фланге французов при Сачиле. 28 апреля зачислен в центральный корпус Гренье и 29 апреля получил ранение в сражении при Кальдьеро. 5 мая захватил Виченцу, где взял 1500 пленных. 7 мая его дивизия переведена в резерв Армии Италии. 18 мая участвовал в захвате форта Прадель. 25 мая сражался при Санкт-Михаэле, после чего занял Леобен и Брук. 14 июня участвовал в битве при Раабе. 5 июля тяжело ранен при Ваграме.

### В Испании
С 23 января 1810 года Сера занимался организацией дивизии для Армии Испании в Орлеане, и весной во главе этой 8-тысячной дивизии отправился на Пиренейский полуостров. Дивизия состояла из 113-го полка линейной пехоты, 2-х батальонов польского 4-го вислинского легиона, 4-х батальонов 12-го лёгкого, 32-го и 58-го линейных полков, и 4-х временных батальонов. С 2 марта 1810 года дивизия действовала в составе 8-го армейского корпуса генерала Жюно. В ибне 1810 года отвечал за защиту королевства Леон. 29 июля 1810 года захватил форт Пуэбла-де-Санабрия. В июне 1811 года служил под командованием Келлермана в Северной армии.

### Последние годы службы
2 января 1812 года генерал возвратился во Францию, и 5 января стал комендантом Глогау. 5 июня сменил генерала Мерля во главе 3-й дивизии резервного корпуса под началом Ожеро. 8 июля получил отпуск по выздоровлению и был определён в распоряжение военного министра.
21 марта 1813 года возглавил войска на территории Итальянского королевства. В октябре занял пост губернатора Венеции, которую оставил вместе с гарнизоном 1 мая 1814 года после заключения конвенции в Шиарино-Риццино. Возвратился во Францию и с 25 июня 1814 года оставался без служебного назначения. 24 декабря 1814 года вышел в отставку.
Скончался в Ла-Тронше, рядом с Греноблем 14 апреля 1815 года. Генерал Сера был ранен четырнадцать раз, под ним было убито девять лошадей. Он умер от ран и глубокого горя, вызванного падением Императора, вплоть до впадения в бред к своим последним дням.

## Воинские звания
- Младший лейтенант (8 августа 1791 года);
- Капитан (13 августа 1792 года);
- Командир батальона (22 сентября 1793 года);
- Полковник штаба (21 декабря 1798 года);
- Бригадный генерал (31 августа 1799 года, утверждён 29 марта 1801 года);
- Дивизионный генерал (1 февраля 1805 года).

## Титулы
- Граф Сера и Империи (фр. comte Seras et de l'Empire; декрет от 15 августа 1809 года, патент подтверждён 28 ноября 1809 года в Париже)[2][3].

## Награды
Легионер ордена Почётного легиона (11 декабря 1803 года)
 Коммандан ордена Почётного легиона (14 июня 1804 года)
 Кавалер ордена Железной короны (23 декабря 1807 года)
 Великий офицер ордена Почётного легиона (21 июля 1809 года)
 Кавалер военного ордена Святого Людовика (17 января 1815 года)